# یوهانس ریدبرگ
یوهانس رابرت ریدبرگ (به سوئدی: Johannes Robert Rydberg)، (۸ نوامبر ۱۸۵۴ – ۸ دسامبر ۱۹۱۹), فیزیک‌دان سوئدی بود که علت شهرت وی ابداع فرمول ریدبرگ در سال ۱۸۸۸ بود، که کاربرد آن پیش‌بینی طول موج طیف اتمی هیدروژن بود.
ثابت ریدبرگ و واحد ریدبرگ به افتخار وی نام‌گذار شده‌است. دهانه ریدبرگ بر روی ماه و سیارک ۱۰۵۰۶ به افتخار وی نام‌گذاری شده‌است. وی در دانشگاه لوند تدریس می‌کرد.